# Zoran Bognar
Zoran Bognar (Vukovar, 30. siječnja 1965.), pjesnik, prozaik i književni kritičar. Živi u Beogradu kao profesionalni književnik.
Poezija mu je prevođena na engleski, francuski, njemački, mađarski, makedonski, slovenski, španjolski, talijanski i turski jezik.
Zoran Bognar, na mađarskom Bognar što hrvatskom jeziku znači: kolar, radi za jednog od najvažnijih izdavača u Srbiji, izdavačku kuću Dereta u Beogradu.

## Knjige (izbor)

### Romani
- Noć praznih ruku (1989.)
- Budno stanje sna (1993.)

### Zbirke poezije
- Bluz za šahovskom tablom (1986.)
- Zemlja gospodari PODzemljom (1987.)
- Psiho-striptiz (1988.)
- Isus još uvek veruje YUdu (1990.)
- Trgovci bioritma (1990.)
- Ludilo Flojda Bertholda (1993.)
- Miris plastičnog cveća  (1993.)
- Ako se mrtvi jednog dana vrata (1993.)
- Južna strana istoka (1993.)
- Anonimna besmrtnost (1994.)
- Novi potop (1996., izabrane pjesme)
- Novi Nojev kovčeg (1997.)
- Vukovarske elegije : 1984-2010 (2011.)

### Eseji
- Fotografije glasova (1997.)
- Ejdetske slike : poetsko-fenomenološki mikroeseji, eseji i refleksije 1982-2012 (2012.)

## Nagrade (izbor)
- „Pečat varoši sremskokarlovačke“ (1993.)
- „Matićev šal“ (1994.)
- „Stevan Pešić“ (1994.)
- „Blažo Šćepanović“ (1996.)
- „Isidora Sekulić“ (1999.)
- „Kočićevo pero“ (2013.)
- „Jovan Skerlić“ (2018.)